# Негостина
Негостина, Негостіна (рум. Negostina) — село у повіті Сучава в Румунії. Входить до складу комуни Белкеуць.

## Розташування
Село знаходиться на відстані 387 км на північ від Бухареста, 32 км на північний захід від Сучави, 141 км на північний захід від Ясс.

## Історія
За переписом 1900 року в селі було 289 будинків, проживали 1447 мешканців: 1389 українців, 42 румуни, 7 євреїв, 8 німців і 1 поляк.

## Населення
За даними перепису населення 2002 року у селі проживали 1474 особи.
Національний склад населення села:
| Національність | Кількість осіб | Відсоток |
| -------------- | -------------- | -------- |
| українці       | 1095           | 74,3%    |
| румуни         | 371            | 25,2%    |
| поляки         | 5              | 0,3%     |

Рідною мовою назвали:
| Мова       | Кількість осіб | Відсоток |
| ---------- | -------------- | -------- |
| українська | 1118           | 75,8%    |
| румунська  | 347            | 23,5%    |
| польська   | 5              | 0,3%     |

## Українська діаспора
Українська громада Негостинній є однією з найбільш представницьких у Румунії. В селі відзначаються українські свята, встановлена пам'ятна дошка на честь Назарія Яремчука та погруддя на честь Тараса Шевченка - одне із трьох на всю Румунію (два інших у Бухаресті та Тульчі). Щорічно, 9 і 10 березня відзначаються як місцеві свята.   

## Відомі люди
У селі народилися:
- Волощук Михайло (1934) – український поет, художник, композитор. Член Спілки письменників Румунії.

## Галерея

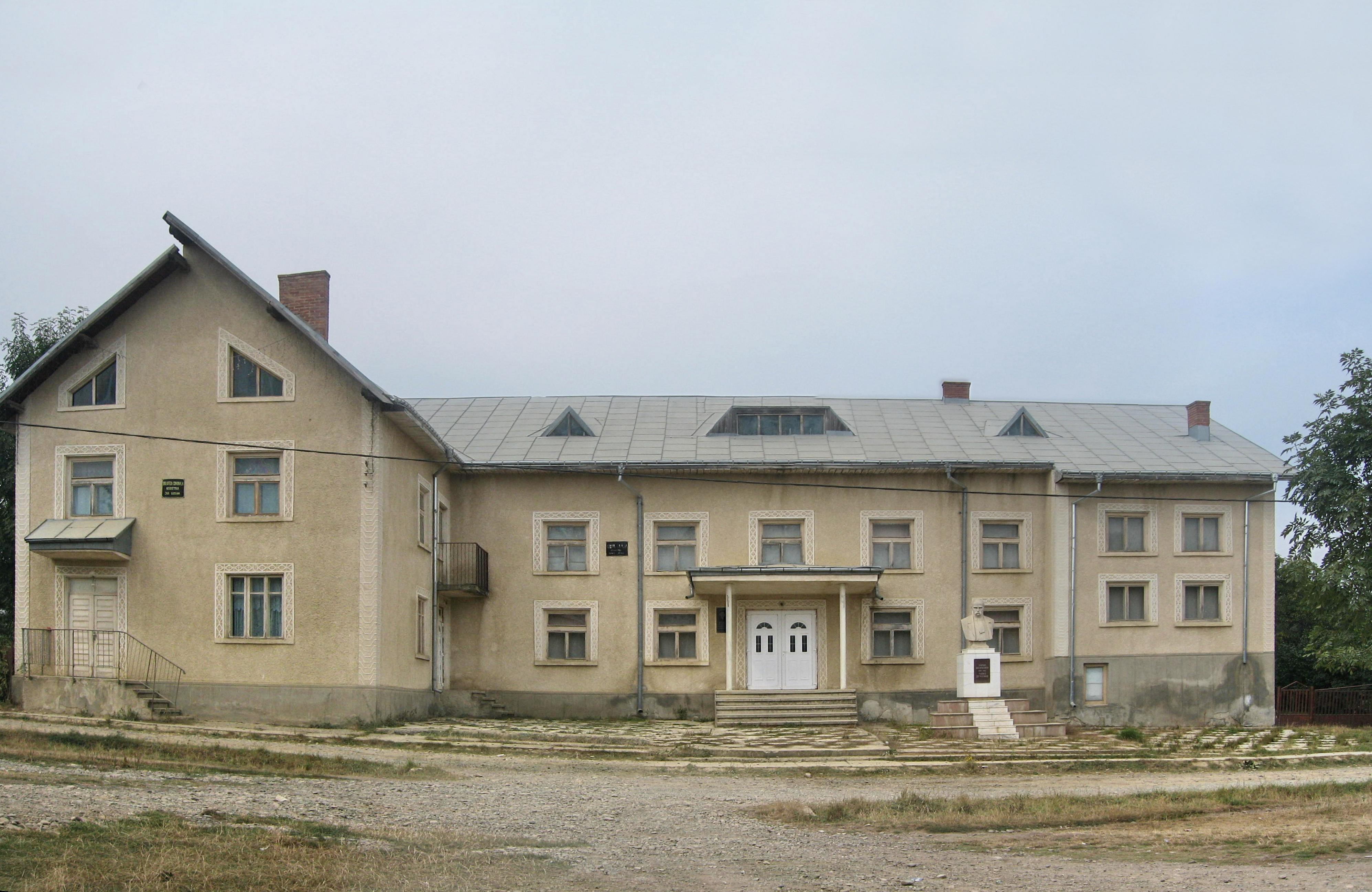
Погруддя Шевченка перед будинком культури.